# 多阿济
多阿济（法語：Doazit，法語發音：[dɔazi]）是法国朗德省的一个市镇，属于达克斯区。

## 地理
多阿济（43°41'27"N, 0°38'46"W）面积22.16 平方千米，位于法国新阿基坦大区朗德省，该省份为法国西南部沿海省份，是法國本土面积第二大的省，北起吉倫特省，西临大西洋，南至大西洋比利牛斯省，东临热尔省，东北与洛特-加龍省接壤。
与多阿济接壤的市镇（或旧市镇、城区）包括：蒙托、巴诺斯、欧迪尼翁、奥尔萨里约、阿热特莫、塞尔雷斯卢和阿尔里邦、圣克里克沙洛斯、迈利。

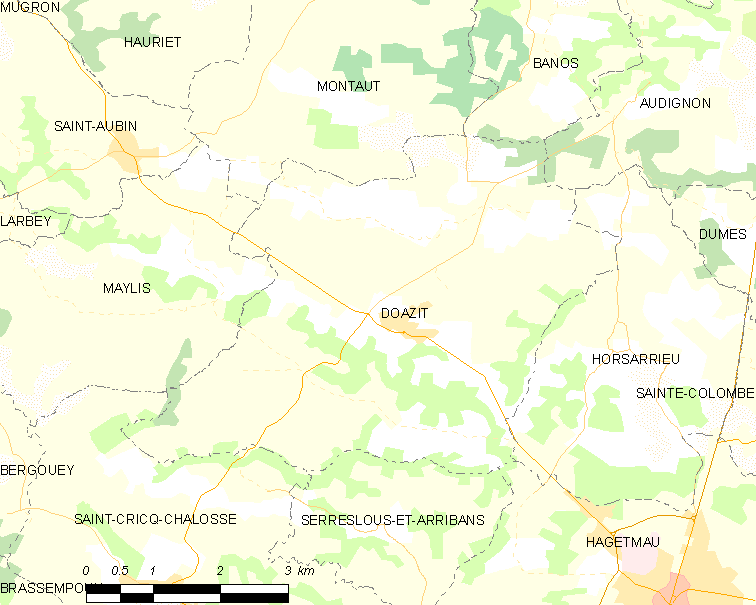
多阿济的OSM定位图

多阿济的时区为UTC+01:00、UTC+02:00（夏令时）。

## 行政
多阿济的邮政编码为40700，INSEE市镇编码为40089。

## 政治
多阿济所属的省级选区为沙洛斯山坡县。

## 人口

1962-2008年间多阿济人口变化图示

多阿济于2022年1月1日时的人口数量为851人。